# 6882 Sormano
6882 Sormano (1995 CC1) là một tiểu hành tinh vành đai chính được phát hiện ngày 5 tháng 2 năm 1995 bởi P. Sicoli ở Sormano.